# Messier 55
A Messier 55 (más néven M55 vagy NGC 6809) egy gömbhalmaz a Nyilas csillagképben.

## Felfedezése
Az M55 gömbhalmazt Nicholas Louis de Lacaille fedezte fel 1752. június 16-án. Charles Messier francia csillagász 1778. július 24-én találta meg, majd katalogizálta.

## Tudományos adatok
Az M55-ben igen kevés változócsillagot ismerünk. Mintegy 20,000 fényév távolságra van a Földtől, az átmérője nagyjából 15 ívperc, az átmérője körülbelül 90 fényév.

## Megfigyelési lehetőség
Fényes, kerek, nagy gömbhalmaz. A csillagai 12-15 magnitúdójúak, a halmaz szerkezetének megfigyeléséhez 100 mm-nél nagyobb nyílású távcső szükséges.